# Ніколас Міньо
Ніколас Міньо (англ. Nicholas Minue (13 березня 1905, Галичина — 28 квітня 1943, Меджаз-ель-Баб, Туніс) — вояк Армії США українського походження, учасник бойових дій в Африканському регіоні під час Другої Світової війни. Нагороджений найвищою військовою нагородою США — Медаллю Пошани.

## Біографія
Ніколас Міньо народився 13 березня 1905 року в Галичині у сім'ї етнічних українців. Згодом його родина еміґрувала до США.
Розпочав службу в Армії США в 1927 році. На момент початку Другої світової війни мав звання сержанта. Однак, погодився на пониження у званні до рядового, щоб проходити службу в бойовому підрозділі за кордоном США. З грудня 1942 року Міньо воював у Північній Африці у складі піхотного взводу 6-го полку, 1-ї бронетанкової дивізії Армії США.
28 квітня 1943 року рядовий Міньо самотужки кинувся в багнетну атаку на кулеметну позицію, яка зупинила наступ його роти. Знищивши близько 10 ворожих солдатів, він підняв у наступ весь свій підрозділ, але дістав смертельне поранення.
Похований на Північно-Африканському меморіальному американському цвинтарі в Карфагені, Туніс.

## Нагороди
- Медаль Пошани;
- Бронзова Зірка;
- Пурпурне Серце;
- Медаль за відмінну поведінку (Армія США);
- Медаль за Американську кампанію;
- Медаль за Європейську-Африкансько-Близькосхідну Кампанію;
- Медаль перемоги у Другій світовій війні.

## Вшанування пам'яті
- На початку 1956 року ім'ям Ніколаса Міньо було названо пором, який курсував між Мангеттеном та Форт Джей (Fort Jay), розташованим на острові Говернорс.
- Ім'я Ніколаса Міньо присвоєно школі в Carteret, штат Нью-Джерсі.
- На його честь була названа одна з вулиць на базі армії США в Тікриті, в Іраку.
- Ім'ям Ніколаса Міньо названа одна з вулиць на військовій базі Армії США Форт Блісс (Fort Bliss), штат Техас.
- 2015 року став одним із 10 Героїв серії інформаційних плакатів «Українці в лавах Об'єднаних Націй перемогли агресора», підготовлених Українським інститутом національної пам'яті до 70-ї річниці перемоги над нацизмом[1].